# Никелевые руды
Никелевые руды — вид полезных ископаемых, природные минеральные образования, содержание никеля в которых достаточно для экономически выгодного извлечения этого металла или его соединений. Обычно разрабатываются месторождения сульфидных руд, содержащие 1—2 % Ni, и силикатные руды, содержащие 1—1,5 % Ni.
К наиболее важным минералам никеля относят наиболее часто встречающиеся и промышленные минералы: сульфиды (пентландит (Fe, Ni)S (или (Ni, Fe)9S8; содержит 22—42 % Ni), миллерит NiS (64,5 % Ni), никелин (купферникель, красный никелевый колчедан) NiAs (до 44 % Ni), никелистый пирротин, полидимит, кобальт-никелевый пирит, виоларит, бравоит, ваэсит NiS2, хлоантит, раммельс-бергит NiAs2, герсдорфит (герсфордит, никелевый блеск NiAsS), ульманит), водные силикаты (гарниерит, аннабергит, ховахсит, ревдинскит, шухардит, никелевые нонтрониты) и никелевые хлориты.

## Промышленные типы месторождений
В основу положена промышленная систематика месторождений, базирующуюся на морфологии рудных тел, геологических условиях их залегания, минеральном и вещественном составе руд, особенностях их технологической переработки.
Основные типы никелевых месторождений следующие:
1. медно-никелевые сульфидные месторождения: Норильское (в том числе Талнахское и Октябрьское), Мончегорское (также п. Никель), Каула и др. (СНГ), рудный район Сёдбери и месторождение Томпсон (Канада), Камбалда (Австралия);
2. никелевые силикатные и кобальт-никелевые силикатные, преимущественно пластообразные месторождения Южного Урала и Побужья (в том числе оксидно-силикатные ферро-никелевые), Кубы, Индонезии, Новой Каледонии, Австралии.

Второстепенные типы:
1. медно-колчеданные месторождения;
2. жильные сульфидно-арсенидные комплексные месторождения.

Потенциальным источником могут являться железомарганцевые конкреции дна океанов.

## Основные типы месторождений никеля
1. Тип первый. Магматические сульфидные медно-никелевые месторождения.
Рудообразование — первоначальное накопление и обособление сульфидов — происходит в процессе внедрения, дифференциации и ликвации первоначально однородного никеленосного расплава на две жидкости: силикатную и сульфидную составляющие. Сульфидный расплав, благодаря большему весу опускается и концентрируется в придонных частях интрузивов и кристаллизуется после кристаллизации силикатного расплава. Подъём никеленосной магмы совершается по глубинным разломам, глубоко проникающим в мантию, которые и определяют геологическую позицию рудных районов и полей медно-никелевых месторождений. Месторождения сульфидных медно-никелевых руд связаны с лополитоподобными или плитообразными массивами расслоенных габброидов, приуроченных к зонам глубинных разломов на древних щитах и платформах.
Форма рудных тел наиболее крупных месторождений пластообразная (Фруд-Стоби, Томпсон и другие в Канаде; Норильск-1, Талнахское и Октябрьское в СНГ; Камбалда в Австралии и др.), часто совпадающая с направлением расслоённости интрузивных массивов. Многие месторождения (Мончегорское, Каула в СНГ; Линн-Лейк в Канаде; Пилансберг в ЮАР; ряд месторождений Австралии) имеют жильную, столбообразную или более сложную форму рудных тел, определяемую разрывными нарушениями.
Характерной особенностью медно-никелевых месторождений всего мира является выдержанный минеральный состав руд: пирротин, пентландит, халькопирит, магнетит; кроме них в рудах встречаются пирит, кубанит, полидимит, никелин, миллерит, виоларит, минералы группы платины, изредка хромит, арсениды никеля и кобальта, галенит, сфалерит, борнит, макинавит, валлерит, графит, самородное золото.
Руды комплексные. В них содержится: Ni 0,6—5 %, Cu 0,2—6 %, Co 0,01—0,1 %, металлы группы платины. Отношение Ni:Cu= 1,5—2,5:1, но может быть и иным. Отношение Co:Ni=1:20—1:40. Бедные руды (Ni до 1,5 % — в основном вкраплённые руды) обогащаются. Богатые руды (Ni более 1,5 %) могут идти в плавку без обогащения. Из медно-никелевых руд извлекают медь, никель, кобальт, металлы группы платины, золото, серебро, серу, селен, теллур.
2. Тип второй. Силикатные никелевые руды кор выветривания.
Экзогенные месторождения силикатных никелевых руд повсеместно связаны с тем или иным типом коры выветривания серпентинитов. при выветривании происходит стадийное разложение минералов, а также перенос подвижных элементов, с помощью воды из верхних частей коры в нижние. Там эти элементы выпадают в осадок в виде вторичных минералов.
В месторождениях этого типа заключены запасы никеля в 3 раза превышающие его запасы в сульфидных рудах, а запасы некоторых месторождений достигают 1 млн тонн и более никеля. Крупные запасы силикатных руд сосредоточены на Новой Каледонии, Филиппинах, Индонезии, Австралии и других странах. Среднее содержание в них никеля равно 1,1—2 %. Кроме того в рудах часто содержится кобальт.
Выделяют:
а. Месторождения площадной коры (Кемпирсайское, Сахаринское, Серовское месторождения).
Месторождения Кемпирсайской группы представляют собой сохранившиеся остаточные покровы коры выветривания на дунитах, перидотитах, пироксенитах и их серпентинизированных разностях. Площадь никеленосных участков достигает нескольких квадратных километров. Контуры рудных тел с кондиционным содержанием металла определяются опробованием и густотой разведочной сети. Мощность рудных тел — 30 м (средняя 6 м). В общем случае профиль никеленосной площадной коры расчленяется на зоны: охры, нонтрониты, выщелочные змеевики, карбонатизированные змеевики, малоизменённые материнские породы — змеевики. Рудой является зона нонтронитов, нижняя часть зоны охр и верхняя часть зоны выщелочных змеевиков. Месторождения отрабатываются открытым способом. Мощность вскрышных пород 0—40 м.
б. Месторождения линейно-площадной коры (Рогожинское, Черемшанское месторождения, Средний Урал).
Промышленные никелевые руды представлены охрами, нонтронитами, нонтронизированными и выщелоченными серпентитами. По вещественному составу и технологическим свойствам выделяются два типа руд: железистый, с повышенным содержанием кобальта; магнезиальный, с повышенным содержанием никеля. Для месторождений характерны две зоны оруденения. Верхняя зона представлена никеленосными латеритами и участками окремнения с содержанием до 60—70 % оксида железа и 1—2 % никеля. Нижняя зона сложена богатыми гарниерит-серпентитовыми рудами, которые залегают под площадной никеленосной корой выветривания. Рудные тела крайне изменчивой мощности прослеживаются на глубину 150 м и по простиранию на сотни метров. Наиболее богатые рудные интервалы приурочены к верхним частям серпентитовых руд. Содержание никеля составляет 10—16 %, с глубиной снижается до 2 %., кобальта — 0,01—0,03 %, а окиси магния — 20—30 %. Гарниерит-серпентитовые руды являются объектом добычи с момента открытия никелевых руд в Новой Каледонии (1875 г.) и до настоящего времени.
в. Месторождения линейного типа (Липовское, Елизаветинское месторождения, Средний Урал).
Приурочены к тектоническим зонам дробления, вдоль которых кора выветривания проникает на значительную глубину. Ширина рудоносных зон неодинаковая, редко достигает нескольких десятков метров. Иногда встречаются ряд параллельных полос, сливающихся в верхней части коры. Чаще всего рудные тела имеют крутое падение и прослеживаются на глубину 25—60 м. Основные носители никелевого оруденения в этом типе — гарниерит и гидросиликаты магния, хризотил и хризопраз.
Трещинные месторождения по содержанию никеля более богаты, чем месторождения площадной коры.
г. Месторождения со сложной морфологией рудных тел.
Среди этих месторождений выделяются месторождения «открытого» и «закрытого» карста. Руды приурочены к контакту никеленосных пород с карбонатными. В связи с этим площади месторождения вытянуты вдоль линии контактов. Рудные тела прослеживаются вдоль контакта на 100—350 м, а по падению на 10—200 м. Карстовые полости выполняются разложенным серпентитом, известняком, тальком, хлоритом, глинами и др. Материал не сортирован и имеет слабовыраженную грубую слоистость. Основные носителем никелевого оруденения — гарниериты и другие никелевые силикаты и галлуазиты.
Рудные тела на всех никелевых месторождениях выветривания не имеют чётких границ. Их контуры определяются по данным химических анализов. Никелевые руды комплексные. Полезными компонентами являются: никель, кобальт, железо (только из руд, перерабатываемых в ферроникель).
По технологическим свойствам среди силикатных никелевых руд выделяют следующие сорта: железистый, кремнистый, магнезиальный и глинозёмистый. Также выделяют промежуточные железисто-магнезиальные, кремнисто-глинозёмистые, железисто-кремнистый и другие сорта.

## Технология переработки никелевых руд
Богатые сульфидные медно-никелевые руды с содержанием никеля более 1 % при отношении никеля к меди не менее 1:1 и с пониженным (менее 25 %) содержанием железа направляются непосредственно в плавку. При содержании железа более 25 % и серы более 20 % богатые руды перед плавкой флотируют для разделения на медный и никелевый концентраты и вывода пирротина в отдельный продукт.
Рядовые медно-никелевые руды с содержанием никеля менее 1 % обогащаются; при этом получают коллективный медно-никелевый или селективные никелевый и медный концентраты. Содержащийся в медно-никелевых рудах кобальт в процессе обогащения накапливается в медно-никелевом, медном и никелевом концентратах. Вредными примесями сульфидных медно-никелевых руд являются цинк, свинец и мышьяк; их предельные содержания устанавливаются техническими условиями.
Силикатные никелевые руды по комплексу рудообразующих минералов разделяются на два технологических типа: железистые (охристые, лептохлоритовые, гематитовые) и магнезиальные (серпентиниты с никелевыми силикатами). Все силикатные руды подвергаются непосредственному металлургическому переделу: железистые — гидрометаллургическим (при содержании магния менее 3 %) или пирометаллургическим методами, магнезиальные — только пирометаллургическим. К вредным примесям в силикатных никелевых рудах относят медь и хром, а при плавке на ферроникель — и фосфор. Предельные содержания этих компонентов определяются техническими условиями. Окисленные и смешанные руды обогащаются значительно хуже, чем сульфидные, особенно содержащие медь в силикатной форме. Цинк в оксидной форме в товарные концентраты практически не извлекается.
Окисленные и смешанные руды перерабатываются либо по сложным комбинированным схемам, включающим сульфидизацию окисленных минералов и флотацию получаемого материала, либо гидрометаллургическим способом — путём химического выщелачивания металлов и последующего их осаждения.
Все медные, свинцово-цинковые и медно-никелевые руды являются комплексными (см. Типы руд). При их переработке обычно получают товарные медные, свинцовые, цинковые и никелевые концентраты, часто также серные (пиритные), молибденовые, баритовые и магнетитовые, иногда промпродукты, содержащие благородные и другие металлы. В товарных концентратах разных марок, выделяемых по содержанию основных компонентов, лимитируется и содержание примесей.

## Использование
Основная часть добываемого никеля (87 %) идёт на производство жаропрочных, конструкционных, инструментальных, нержавеющих сталей и сплавов; относительно небольшая часть никеля расходуется на производство никелевого и медно-никелевого проката, для изготовления проволоки, лент, разнообразной аппаратуры для химической и пищевой промышленности, а также в реактивной авиации, ракетостроении, в производстве оборудования для атомных электростанций, для изготовления приборов радиолокации. Сплавы никеля с медью, цинком, алюминием (латунь, нейзильбер, мельхиор, бронза), сплав никеля и хрома (нихром) и монельметалл (75 % меди и 25 % никеля) широко используются машиностроительной промышленностью. Сплав инконель применяется в ракетостроении; элинвар сохраняет постоянную упругость при различных температурах; платинит заменяет дорогую платину; пермаллой обладает магнитной проницаемостью. Пермаллой применяется при изготовлении магнитопроводов трансформаторов, для экранирования от магнитных полей особо чувствительных приборов и электронных компонентов. Десятая часть никеля, производимого в мире, идёт на изготовление катализаторов в нефтехимическом производстве.

## Основные поставщики никелевых руд
По оценке ВНИИЗГ общие запасы никеля в промышленно развитых и развивающихся странах на начало 1998 года составляли 77,4 млн тонн, в том числе подтверждённые запасы 45,5 млн тонн. Основные запасы сосредоточены в Новой Каледонии, Канаде, Австралийском союзе, на Филиппинах, в Индонезии, Бразилии, Гватемале, Греции. Япония и страны Западной Европы (за исключением Норвегии) собственными ресурсами никеля не располагают. Незначительные запасы никеля и в США — 140 тыс. тонн. Ежегодная добыча никеля в промышленно развитых и развивающихся странах составляет около 600 тыс. тонн, в том числе: в Канаде — 262, Новой Каледонии — до 135, Австралийском союзе — 85, на Филиппинах — 40, в Индонезии — 25, ЮАР — 22, США — 15, Доминиканской Республике — 27. Главные страны по добыче и производству никеля: Канада, Новая Каледония и Австралийский союз, а основные потребители: Япония, США и страны Западной Европы. В связи с этим Япония, США и Германия интенсивно занимаются решением проблемы добычи и переработки железомарганцевых конкреций Мирового океана с целью получения из них и никеля. Дальнейший рост производства никеля предусматривается в основном за счёт силикатных руд никеля и вовлечения в эксплуатацию сульфидных месторождений с крупными запасами, хотя и бедными рудами. В объёме внешнеторгового оборота никель занимает одно из ведущих мест среди цветных металлов.
Уникальные месторождения содержат более 500 тыс. тонн никеля, крупные — 500—250 тыс. тонн, средние — 250—100 тыс. тонн, мелкие — до 100 тыс. тонн.